# Védőháló nélkül
A Védőháló nélkül a Neoton Família 1987-ben kiadott nagylemeze. CD lemezen nem jelent meg, viszont 2011-ben a  Hungaroton elérhetővé tette az album letöltését.

## Megjelenések
| Ország       | Formátum | Sorszám    | Kiadó  | Év   |
| ------------ | -------- | ---------- | ------ | ---- |
| Magyarország | LP       | SLPM 37109 | Profil | 1987 |
| Magyarország | MC       | MK 37109   | Profil | 1987 |

- Visz a hajó, fúj a szél  (Pásztor-Jakab-Hatvani)
- Szellem-szerelem  (Pásztor-Jakab-Hatvani)
- Megváltást várok  (Pásztor-Jakab-Hatvani)
- Ilyen egy lány  (Pásztor-Jakab-Hatvani)
- Emlékül  (Jakab-Hatvani)
- Védőháló nélkül  (Pásztor-Jakab-Hatvani)
- Bye Bye kedvesem  (Baracs-Bardóczi-Jávor)
- Latin szerenád  (Pásztor-Jakab-Hatvani)
- A vágyak városa  (Bognár-Pásztor)
- A szállóról a lányok  (Pásztor-Jakab-Hatvani)

## Közreműködők
- Baracs János – basszusgitár, vokál
- Bardóczi Gyula – dobok, dobprogram
- Csepregi Éva – ének
- Jakab György – billentyűs hangszerek, ének, vokál
- Juhász Mária – vokál
- Lukács Erzsébet – vokál
- Pásztor László – gitár, vokál
- Végvári Ádám – gitár, ének, vokál
- Pál Éva – vokál
- Dobó Ferenc – zenei rendező, hangmérnök
- Pásztor László – zenei rendező